# Stanisław Grodzicki (1905–1946)

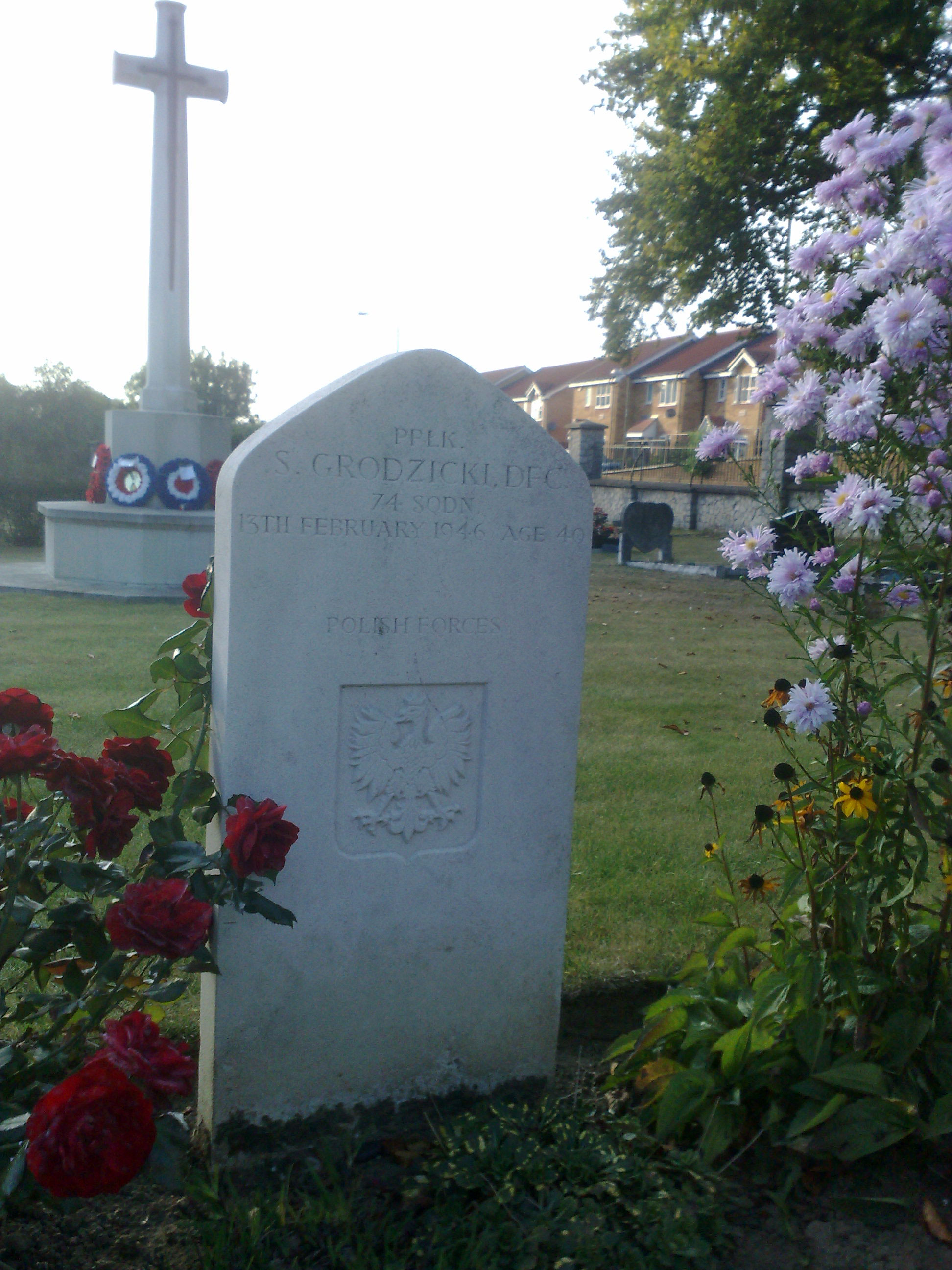
Grób Stanisława Grodzickiego na cmentarzu Star Lane Cemetery (Orpigton, Kent, Wielka Brytania)

Stanisław Grodzicki (ur. 1 marca 1905 w Ostrołęce, zginął 13 lutego 1946 w m. Surrey Hills k. Orpington, Anglia) – podpułkownik (ang. Wing Commander) pilot i obserwator Wojska Polskiego i Królewskich Sił Powietrznych (numer służbowy RAF P-76623), kawaler Krzyża Srebrnego Orderu Wojennego Virtuti Militari.

## Życiorys
W 1925 roku ukończył Seminarium Nauczycielskie w Łomży i przez rok pracował jako wiejski nauczyciel. Zrezygnował z wykonywania tego zawodu i odbył kurs unitarny w Szkole Podchorążych Piechoty w Ostrowi Mazowieckiej. W 1927 wstąpił do Oficerskiej Szkoły Lotnictwa w Dęblinie. 15 sierpnia 1929 jako absolwent 3 promocji, mianowany podporucznikiem obserwatorem. Po promocji przydzielony jako obserwator do eskadry liniowej 4 pułku lotniczego w Toruniu, skąd w 1931 został odkomenderowany do Centrum Wyszkolenia Oficerów Lotnictwa w Dęblinie na kurs pilotażu. Powrócił do 4 pułku lotniczego. Od 10 stycznia do 31 marca 1934 pełnił obowiązki dowódcy 141 eskadry myśliwskiej. W 1935 został przeniesiony do 1 pułku lotniczego w Warszawie, gdzie od 1 listopada 1937 roku dowodził 212 eskadrą bombową. W czasie kampanii wrześniowej 1939 pełnił obowiązki kierownika szkolenia na samolotach PZL P-37 „Łoś” w ośrodku szkolenia w Małaszewiczach koło Brześcia. Przez Rumunię przedostał się do Francji i jednym z pierwszych transportów w grudniu 1939 odpłynął do Anglii.
Został skierowany na przeszkolenie specjalistyczne do 15 Podstawowej Szkoły Latania w Carlisie, a następnie do 15 Jednostki Szkolenia Operacyjnego (OTU) w Aston Down. 15 listopada 1940 objął dowództwo 307 dywizjonu myśliwskiego nocnego „Lwowskich Puchaczy”. 11 czerwca 1941 odszedł na odpoczynek operacyjny. W 1944 roku otrzymał przydział do 305 dywizjonu bombowego Ziemi Wielkopolskiej im. Marszałka Józefa Piłsudskiego. Początkowo był dowódcą eskadry, a od 1 lutego do 31 października 1945 dowódcą tegoż dywizjonu. Po przekazaniu obowiązków dowódcy dywizjonu swojemu następcy służył w Brytyjskim Lotnictwie Okupacyjnym (BAFO).
13 lutego 1946 na samolocie Douglas DC-3 „Dakota”, należącym do 435 Dywizjonu Transportowego RAF, odbywał lot służbowy z Niemiec do Anglii z innymi oficerami Polskich Sił Zbrojnych. Zginął w wypadku lotniczym (samolot rozbił się podczas gęstej mgły) w miejscowości Surrey Hills, koło Orpington. Pochowany został na cmentarzu St. Mary Cray (aktualnie znany pod nazwą Star Lane Cemetery) w Orpington (Kent), grób nr E 95.

## Awanse
- podporucznik obserwator – 15 sierpnia 1929
- porucznik – 1 stycznia 1932
- kapitan – 19 marca 1937
- major
- podpułkownik

## Ordery i odznaczenia
- Krzyż Srebrny Orderu Wojennego Virtuti Militari (1945)[2] nr 10787[3]
- Krzyż Walecznych – trzykrotnie
- Medal Lotniczy – czterokrotnie[1]
- Złoty Krzyż Zasługi (1942)[4]
- Polowa Odznaka Pilota
- Zaszczytny Krzyż Lotniczy